# Лоуз, Хьюберт
Хьюберт Лоуз (англ. Hubert Laws) (родился 10 ноября 1939 г., Хьюстон, штат Техас) — американский музыкант-универсал, флейтист.
Одновременно исполняет джаз, классическую музыку и фьюжн.
Особенностью его творчества следует признать сам инструмент — флейту.

## Биография

### Ранние годы
Лоуз родился в Хьюстоне, штат Техас. Был вторым ребёнком из восьми детей. Как его братьев и сестёр, родители отдали Хьюберта учиться в музыкальную школу. Вначале была игра на фортепиано. Позже, в 13 лет он стал осваивать альт-саксофон. Затем выбрал флейту.
И всё же на флейте Хьюберт начал играть ещё в школе, заменяя штатного флейтиста в школьном оркестре.

### Становление
В 15 лет стал играть джаз в разных уголках Хьюстона в составе группы Modern Jazz Sextet (будущий ансамбль Crusaders). Наряду с этим, ездил по Техасу (1954—1960) и играл классическую музыку.

### Хьюберт и классическая музыка
В 1956—1958 учился в университете Южного Техаса, в 1958—1960 — в Лос-Анджелесе, потом ещё четыре года в Джульярдской музыкальной школе в Нью-Йорке.
Во время учебы познавал музыку у мастера флейты Джулиуса Бейкера.
Выступал в Нью-Йорке в составе Столичного Оперного Оркестра (Metropolitan Opera Orchestra).
Также был членом Нью-Йоркского Филармонического оркестра (1969-72).
В течение этого периода обращался к музыке Габриэля Форе, Стравинского, Дебюсси, Баха.
В 1971 г. на студии CTI Records записал композицию Rite of Spring.
Также записал композиции с такими исполнителями джаза, как Аирто Морейра, Джек Деджонетт, Боб Джеймс и Рон Картер.
В 1976 Лоуз вернётся в этот жанр записью из балета Чайковского «Ромео и Джульетта».

### Расцвет
В конце 60-х годов сотрудничал с оркестром Монго Сантамарии и с Американским оркестром «третьего течения» под руководством Джона Льюиса. На уик-энды собирал группы и чаще всего приглашал Чика Кориа.
В 1969—1973 играл в Нью-Йоркском филармоническом оркестре, соединял классическую музыку и джаз (приспосабливал для джаза темы Баха, Моцарта, Дебюсси, Стравинского, Сати, Равеля).
В 80-90-е годы выступал редко.

### Достижения
Подлинным шедевром творчества Лоуза является знаменитая тема любви из увертюры-фантазии Чайковского «Ромео и Джульетта».
Любовь Лоуза к классической музыке проявилась и во многих других цитатах, искусно вплетенных в различные произведения.
Его джаз считают ярким, напористым и в то же время чрезвычайно интеллектуальным.
Лоуз великолепный импровизатор.
Является членом Американской Академии звукозаписи Грэмми. (http://www.nestor.minsk.by/jz/news/2008/02/1101.html Jazz-квадрат)
Неоднократно записывался и выступал с Джеффом Лорбером — одним из пионеров стиля smooth jazz.
Исполнители, с которыми он играл и записывался: Херби Хэнкок, Маккой Тайнер, Нэнси Уилсон, Куинси Джонс, Пол Маккартни, Пол Саймон, Арета Франклин, Элла Фитцджеральд, Сара Воан, Лина Хорн, Леонард Бернстайн, Джеймс Муди, Жако Пасториус, Серхио Мендес, Боб Джеймс, Carly Simon, Джордж Бенсон, Кларк Терри, Стиви Уандер, Ronnie Laws, Дэйв Грузин и другие.
В 70-е годы за виртуозное владение инструментом Хьюберт Лоуз десять раз был назван лучшим флейтистом года.

## Список произведений
Самые известные его композиции:
- What Do You Think Of This World Now?
- Let Her Go
- No More
- A Strange Girl
- Shades Of Light

## Дискография
The Laws of Jazz (1966)

Flute By-Laws (1966)

Law's Cause (1969)

Afro-Classic (1970)

Crying Song (1970)

The Rite of Spring (1971)

Wild Flower (1972)

Morning Star (1972)

At Carnegie Hall (live) (1973)

In the Beginning (2 LP) (1974)

Chicago Theme (1974)

Romeo & Juliet (1976)

Then There Was Light, Vol. 1 (1st part of “In the Beginning”) (1976)

Then There Was Light, Vol. 2 (2nd part of “In the Beginning”) (1977)

The San Francisco Concert (live) (1977)

Land of Passion (1978)

All day rhythm (1978)

Say It with Silence (1978)

California Suite (with Claude Bolling) (1978)

How to Beat the High Cost of Living (OST) (1980)

Family (1980)

Pavane (1981)

Make It Last (1983)

Moondance (1987)

New Earth Sonata (1990)

Flute Suites (1990)

The Best of Hubert Laws (1990)

My Time Will Come (1993)

Storm Then the Calm (1994)

Remembers The Unforgettable Nat King Cole (1998)

Baila Cinderella (2002)

Plays Bach for Barone & Baker (2005)

I Love My Daddy (?)

Amazing Grace (featuring Chick Corea & Harold Blanchard) (?)

Plays French Classics in Memory of Jean Pierre Rampal (?)

Flute Adaptations of Rachmaninov & Barber (?)